# Hrady (obwód brzeski)
Hrady (biał. Грады; ros. Гряды) – osiedle na Białorusi, w obwodzie brzeskim, w rejonie pińskim, w sielsowiecie Horodyszcze.
W pobliżu znajduje się przystanek kolejowy Aziornaja, położony linii Homel – Łuniniec – Żabinka.